# Svenja Liesau
Svenja Liesau (* 1989 in Magdeburg) ist eine deutsche Schauspielerin.

## Leben
Svenja Liesau erhielt ihre Schauspielausbildung an der Hochschule für Schauspielkunst Ernst Busch, die sie 2013 abschloss. In der Saison 2012/13 stand sie unter der Regie von Jan Bosse und Armin Petras am Maxim-Gorki-Theater auf der Bühne. Vor ihrem Studium hatte sie erste Engagements am Theater Magdeburg.
Von 2013 bis 2017 war sie Ensemblemitglied am Schauspiel Stuttgart, wo sie unter anderem jeweils die Titelrollen in Bühnenfassungen von Ronja Räubertochter (2014) und Lolita (2016) verkörperte und in Tschechows Die Möwe als Nina auf der Bühne stand.
Liesau lebt in Berlin.

### Maxim-Gorki-Theater
Mit Beginn der Spielzeit 2017/18 wurde sie festes Ensemblemitglied am Maxim-Gorki-Theater. Dort war sie beispielsweise in Yes but no von Yael Ronen, in The Sequel von Nora Abdel-Maksoud sowie in Nach uns das All oder Das innere Team kennt keine Pause von Sibylle Berg zu sehen. Im Februar 2020 spielte sie im Ausweichquartier des Gorki-Theaters die Titelrolle in Christian Weises Inszenierung von Hamlet. Im Oktober 2020 feierte sie mit der Uraufführung von Sibylle Bergs Und sicher ist mit mir die Welt verschwunden unter der Regie von Sebastian Nübling neben Vidina Popov und Katja Riemann am Gorki-Theater Premiere. Im Zwei-Frauen-Stück Noorrrraaaaaaaa basierend auf Ibsens Nora oder Ein Puppenheim war sie im September 2021 an der Seite von Julia Riedler am Gorki-Theater zu sehen. Mit Corinna Harfouch spielte sie 2022 in Queen Lear die Rolle der Sister Eddi.

### Film und Fernsehen
2014 verkörperte sie im Kinofilm Jack von Edward Berger mit Johann Jürgens als Mattes dessen Freundin. Im ZDF-Zweiteiler Altes Land (2020) mit Iris Berben und Nina Kunzendorf basierend auf dem gleichnamigen Roman von Dörte Hansen übernahm sie die Rolle der Anne.

## Filmografie (Auswahl)
- 2014: Jack
- 2020: Altes Land (Fernsehfilm)
- 2023: Miss Merkel – Mord im Schloss (Fernsehfilm)
- 2024: Der Kommissar und die Angst (Fernsehreihe)
- 2024: Münter & Kandinsky (Kinofilm)